# Орбашка
Орбашка — река в России, протекает по Ядринскому и Аликовскому районам Чувашской Республики. Правый приток Сормы.

## География
Река Орбашка берёт начало у деревни Пизипово. Течёт на восток по открытой местности. Устье реки находится у села Чувашская Сорма в 31 км по правому берегу реки Сормы. Длина реки составляет 11 км, площадь водосборного бассейна — 42,9 км².

## Данные водного реестра
По данным государственного водного реестра России относится к Верхневолжскому бассейновому округу, водохозяйственный участок реки — Цивиль от истока и до устья, речной подбассейн реки — Волга от впадения Оки до Куйбышевского водохранилища (без бассейна Суры). Речной бассейн реки — (Верхняя) Волга до Куйбышевского водохранилища (без бассейна Оки).
Код объекта в государственном водном реестре — 08010400412112100000131.

## Топографическая карта
- Лист карты N-38-10 Моргауши. Масштаб: 1 : 100 000. Состояние местности на 1969 год. Издание 1974 г.